# Шингак-Кульська сільська рада
Шинга́к-Ку́льська сільська рада (рос. Шингак-Кульский сельский совет) — муніципальне утворення у складі Чишминського району Башкортостану, Росія. Адміністративний центр — село Шингак-Куль.
Селище Нікітинка було приєднано до села Шингак-Куль.

## Населення
Населення — 4539 осіб (2019, 4990 у 2010, 4742 у 2002).

## Склад
До складу поселення входять такі населені пункти:
| Населений пункт            | Населення, осіб (2002) | Населення, осіб (2010) |
| -------------------------- | ---------------------- | ---------------------- |
| Верхньохозятово, присілок  | 103                    | 91                     |
| Верхній, хутір             | 387                    | 398                    |
| Дальній, хутір             | 78                     | 48                     |
| Дмитрієвка, присілок       | 327                    | 312                    |
| Єкатеринославка, присілок  | 32                     | 34                     |
| Кузьминка, присілок        | 91                     | 108                    |
| Нижній, хутір              | 171                    | 188                    |
| Нікітинка, селище          | 202                    | -                      |
| Новоусманово, присілок     | 169                    | 190                    |
| Пасяковка, присілок        | 28                     | 28                     |
| Середньоусманово, присілок | 146                    | 139                    |
| Середньохозятово, присілок | 201                    | 202                    |
| Шингак-Куль, село          | 2553                   | 2975                   |
| Ябалакли, село             | 254                    | 277                    |